# Wakeman (Ohio)
Wakeman – wieś w Stanach Zjednoczonych, w stanie Ohio, w hrabstwie Huron.